# Muzimes
Muzimes là một chi bọ cánh cứng trong họ Meloidae.
Chi này được miêu tả khoa học năm 1988 bởi Aksentjev.

## Các loài
Các loài trong chi này gồm:
- Muzimes bitlisiensis (Kaszab, 1958)
- Muzimes brodskyi (Dvorák, 1983)
- Muzimes caucasicus (Maran, 1940)
- Muzimes collaris (Fabricius, 1787)
- Muzimes dersimensis (Kaszab, 1968)
- Muzimes dvoraki (Kabatek, 1995)
- Muzimes erivanicus (Maran, 1941)
- Muzimes iranicus (Maran, 1940)
- Muzimes jureckovae (Maran, 1940)
- Muzimes luristanicus (Maran, 1940)
- Muzimes maceki (Dvorák, 1983)
- Muzimes marani (Kaszab, 1958)
- Muzimes nigricornis (Escherich, 1896)
- Muzimes obenbergeri (Kaszab, 1958)
- Muzimes ressli (Dvorák, 1993)
- Muzimes semiobscurus (Pic, 1898)
- Muzimes sterbai (Maran, 1940)
- Muzimes tauricus (Maran, 1941)